# Chironomus maculosus
Chironomus maculosus är en tvåvingeart som först beskrevs av Macquart 1834.  Chironomus maculosus ingår i släktet Chironomus och familjen fjädermyggor. Inga underarter finns listade i Catalogue of Life.